# General Motors Building
Het General Motors Building is een wolkenkrabber en kantoorgebouw in de Internationale Stijl in Midtown Manhattan in New York. Het kantoorgebouw heeft een hoogte van 215 meter en telt 50 verdiepingen. In het General Motors Building bevinden zich 35 liften. De verdiepingen in de basis van het gebouw hebben een grotere oppervlakte dan de verdiepingen in de rest van de wolkenkrabber. In de basis bevinden zich onder andere de lobby en totdat het gebouw door The Trump Organization en Conseco gekocht werd bevond zich aan de noordelijke zijde van het gebouw een showroom van General Motors. Het General Motors Building bestaat uit staal en heeft een vliesgevel bestaande uit 44.000 marmeren panelen.
Delen van de retailruimte onder in het gebouw worden verhuurd aan onder andere F.A.O. Schwarz, dat er sinds 1990 is gevestigd, Apple en Estée Lauder. Van 1999 tot 2012 werd op alle dagen behalve zondag The Early Show uitgezonden vanuit het gebouw. Rond 2002 werd er daarnaast ook zondags The NFL Today opgenomen.

## Geschiedenis
Het General Motors Building werd gebouwd op de plaats waar zich voorheen het Savoy Plaza Hotel bevond. De bouw duurde van 1964 tot 1968 en had General Motors, Sir Max Rayne en Cecilia Bennatar als ontwikkelaars. Het gebouw werd ontworpen door Emery Roth & Sons en door Edward Durell Stone. Om het General Motors Building heen werd een plein gebouwd, dat een zogenaamde Privately Owned Public Space is. In ruil daarvoor mocht General Motors het gebouw ruim 20.000 m² groter maken en kon het gebouw vijf verdiepingen hoger worden.
Om het gebouw te financieren sloot General Motors begin jaren 80 een hypotheek af bij Corporate Property Investors voor een bedrag van $ 500 miljoen. Het was daarmee de hoogste hypotheek voor een kantoorgebouw in New York. In ruil voor de hypotheek, die een voordelig rentetarief van 10% had, zei General Motors toe dat het bedrijf het gebouw na het aflopen van de hypotheek, 10 jaar later, zou mogen kopen. Uiteindelijk kocht het bedrijf dat de hypotheek had uitgegeven in januari 1991 het General Motors Building voor, volgens werknemers van General Motors, minstens $ 500 miljoen. Datzelfde jaar onderging het General Motors Building een drie jaar durende opknapbeurt, waarbij onder andere een klein deel van de marmeren panelen werd vervangen.
In 1998 kocht The Trump Organization samen met het verzekeringsbedrijf Conseco het General Motors Building voor $ 878 miljoen. General Motors verliet toen het gebouw en ook de showroom verdween. De showroom werd vervolgens de nieuwe studio van de ochtendshow The Early Show. De naam van het gebouw werd vervolgens gewijzigd in General Motors Building at Trump International Plaza. De naam "Trump" werd in gouden letters van ruim een meter hoog op het gebouw geplaatst. Ook werd het plein rond het gebouw heringericht in samenwerking met Leclere Associates Architects en Thomas Balsley Associates. Door de herinrichting kwamen er twee 20 meter lange fonteinen en marmeren trappen. Voorheen lag het plein lager dan het straatniveau, maar na de renovatie lag het plein juist boven straatniveau. Eveneens werd de railing langs de stoep van Fifth Avenue verwijderd. In 1999 werd begonnen met het opnemen van The Early Show in de voormalige showroom van General Motors in het gebouw. Bewoners van het naastgelegen Sherry-Netherland Hotel beweerden geluidsoverlast te ondervinden en stapten naar de rechter. De ochtendshow zou er echter nog tot 2012 opgenomen worden.

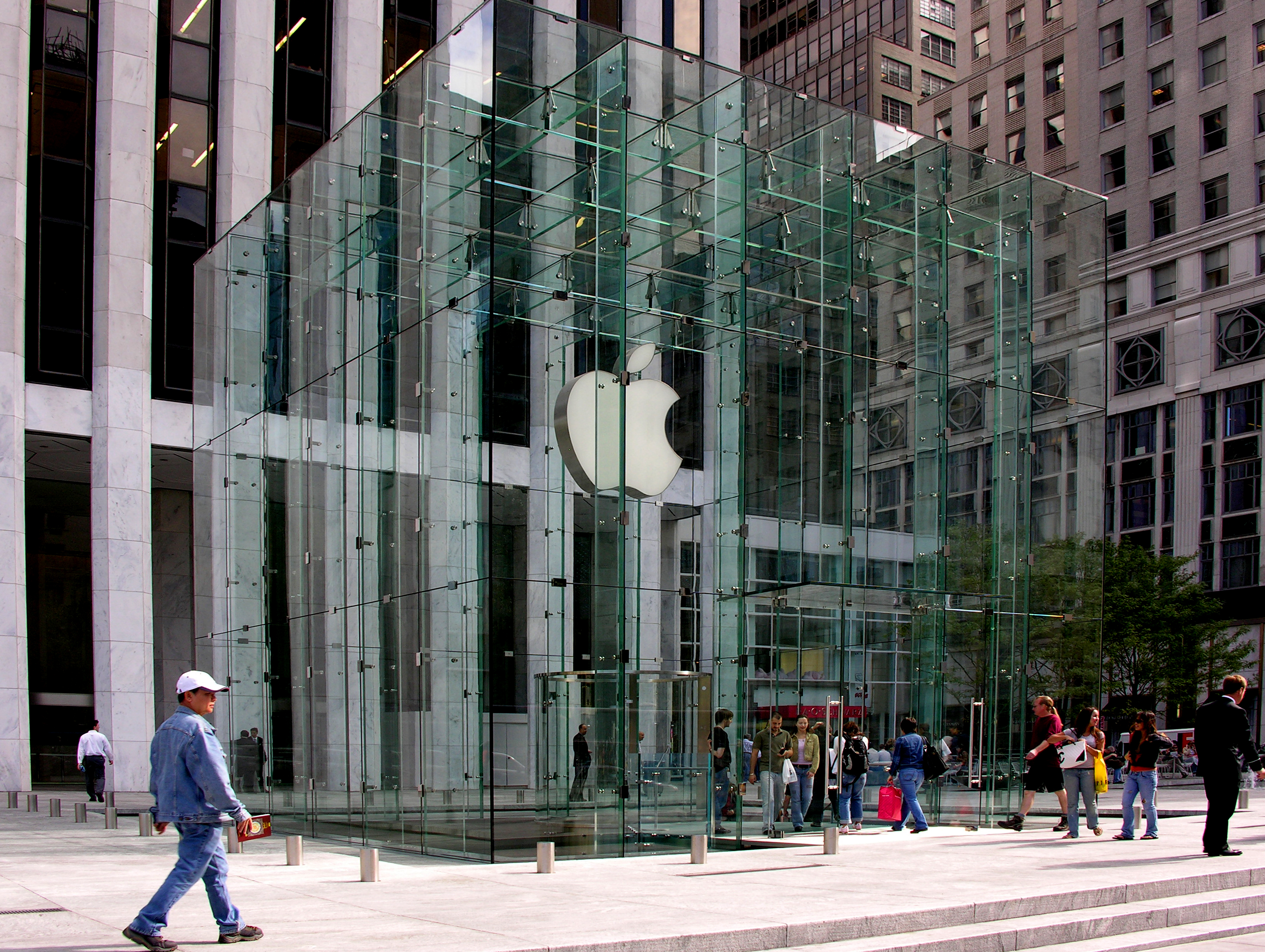
De glazen kubus die als ingang dient voor de ondergrondse Apple Retail Store

In juni 2003 verkocht The Trump Organization, nadat het daartoe door de rechter gedwongen was, zijn aandeel van 50% in het gebouw aan Conseco. The Trump Organization werd daartoe gedwongen doordat het zich niet aan de afspraak had gehouden het aandeel van Conseco te kopen. Conseco verkocht het gebouw op 25 september 2003 aan Macklowe Properties voor een bedrag van $ 1,4 miljard. Nooit eerder werd zo’n hoog bedrag betaald voor een kantoorgebouw in de Verenigde Staten. Na de koop werd het plein nogmaals heringericht. Ook werd de basis van het gebouw uitgebreid richting Madison Avenue en werd een glazen kubus met afmetingen van tien meter, geïnspireerd op de piramide van het Louvre, gebouwd als ingang voor een nieuwe ondergrondse winkel van Apple. De Apple Store opende in 2006. Toen Macklowe Properties in financiële problemen terechtkwam, werd het gebouw in de eerste helft van 2008 voor $ 2,8 of $ 2,9 miljard verkocht. Nogmaals brak de koop van het gebouw het record van hoogst betaalde prijs voor een kantoorgebouw in de Verenigde Staten.

## Ligging
Het General Motors Building is gelegen in het noorden van Midtown Manhattan aan het adres 767 Fifth Avenue. De wolkenkrabber neemt een geheel stratenblok in en wordt beginnend bij het noorden met de klok mee omsloten door East 59th Street, Madison Avenue, East 58th Street en Fifth Avenue. Aan de overkant van East 59th Street bevinden zich The Sherry-Netherland, 8 East 59th Street en 650 Madison Avenue, aan de overkant van Madison Avenue bevindt zich de Revlon Building, aan de overkant van East 58th Street bevinden zich 600 Madison Avenue, 16 en 14 East 58th Street en 745 Fifth Avneue en aan de overkant van Fifth Avenue bevindt zich het Grand Army Plaza.